# 목발 마비
목발 마비(Crutch paralysis)는 팔과 손의 감각과 운동을 담당하는 다양한 신경을 포함하는 요골신경이나 액와신경절의 일부가 목발 등에 의해 지속적 압박을 받을 때 발생하는 마비이다. 일반적으로 신장에 맞추어 정확한 높이로 조정되지 않은 목발 때문에 요골신경이 상완골에 의해 눌리게 된다. 이에 따라 요골신경에 의해 지배받는 근육들 중 일부 또는 전부가 부분적으로 또는 완전히 마비될 수 있다. 이로 인한 현상의 대표적인 예가 손목처짐(wrist drop)인데, 이는 요골신경의 마비로 인해 신전시킬 수 없는 손가락, 손 또는 손목이 구부러진 상태로 오랫동안 유지되는 상태를 말한다. 신경의 눌림으로 인한 다른 질환처럼 대부분의 목발 마비 역시 적절한 치료 후 회복까지는 오랜 시간이 걸리지 않는다.

목발에 과도한 체중이 실려 목발을 잘못 사용하는 경우 액와에 가해지는 힘은 7배정도 증가한다. 이것은 환자에게 올바른 목발을 짚고 걷는 기법을 가르치고 목발의 길이를 특정 환자에 대해 올바르게 측정했는지 확인함으로써 방지할 수 있다. 바우어 외 연구진은 이상적인 목발의 길이를 환자 키의 77% 또는 키에서 16인치(40.6cm)를 뺀 값으로 정의했다. 반듯이 누운 자세에서 액와부터 발 뒷꿈치까지의 길이를 재는 것이 가장 잘못된 목발 길이의 측정 방법이다. 이상적인 목발의 길이는 환자의 액와에서 2.5인치(6.4cm) 아래에 있어야 한다.